# Serixia nigripes
Serixia nigripes är en skalbaggsart som först beskrevs av Francis Polkinghorne Pascoe 1858.  Serixia nigripes ingår i släktet Serixia och familjen långhorningar.
Artens utbredningsområde är:
- Bangladesh.
- Sarawak.

Inga underarter finns listade i Catalogue of Life.